# Heerlijkheden Nuenen, Gerwen, Nederwetten en Tongelre
De heerlijkheden Nuenen, Gerwen, Nederwetten en Tongelre werden uitgegeven door Filips II van Spanje op 11 februari 1557. Het ging om vier afzonderlijke heerlijkheden die gezamenlijk werden uitgegeven.

## Heerlijkheid
Deze koning had namelijk geldnood en verkocht daarom tal van heerlijke rechten. De heerlijkheden Nuenen, Gerwen, Nederwetten en Tongelre werden gekocht door Rutger van Berckel die schepen was in 's-Hertogenbosch, gehuwd was met Livina van Koudenhoven en de zoon was van Gerard van Berckel. De laatste was kwartierschout van Peelland. Voor 1200 gulden kocht hij de hoge, middelbare en lagere heerlijke rechten. Livina schonk de heerlijkheid Tongelre aan haar neef, Jacob van Koudenhoven, uit Gent, (Zie: Kasteel Beauregard).
Rutger liet langs de Vorsterdijk te Opwetten een slotje bouwen. Op 19 december 1575 overleed hij te 's-Hertogenbosch, waar zijn grafsteen nog steeds te vinden is in de Sint-Janskathedraal.
Aangezien Rutger kinderloos stierf, was zijn erfgenaam Floris van Eyck, die zich van Eyck genaamd van Berckel moest noemen. Hij kocht diverse landerijen rondom het kasteel op. Hij was de zoon van Heilweg van Berckel, de broer van Rutger en trouwde met Hillegonda de Bever. Hillegonda stierf op 5 september 1609 en Floris op 8 september 1609. Ze werden begraven in de oude kerk te Nuenen en de grafsteen heeft, na de sloop van de kerk, nog lang op het oude kerkhof gelegen. Ze is verloren gegaan op een fragment na, dat zich tegenwoordig bij de ingang van het Van Goghkerkje op de Papenvoort te Nuenen bevindt.
De heerlijkheden kwamen vervolgens in bezit van Floris van Eyck, een neef van Floris van Eyck genaamd van Berckel. Hij was de zoon van Goijart van Eyck, die heer van Zeelst en Veldhoven was, en Elisabeth Proening van Deventer (zie ook: Kasteel Blaarthem). Floris erfde in 1603 de heerlijkheid Zeelst en Veldhoven. Hij was gehuwd met Beatrix Monicx, die de dochter was van Johan Monicx en Isabella de Bever.
Ondertussen moest Floris de verpanding met 20 jaar verlengen, en in 1641 zou deze termijn aflopen. Er bestond echter grote onzekerheid over de leenheer. Zowel de koning van Spanje als de Republiek der Nederlanden eisten dit recht op. Kort na 1648 droeg Floris de heerlijkheid over aan zijn zoon die eveneens Floris van Eyck heette.
Deze Floris was geboren in 1613, doch hij leefde maar tot 1654, waarna zijn vader Floris het beheer weer op zich nam. In 1658 moest hij de heerlijkheid inlossen. Daarna had hij geen heerlijke rechten meer en was slechts kasteelheer.

## Kasteelheer
Toen vader Floris ook stierf kwam het kasteel aan Johan van Eyck, die heer van Zeelst was en aldaar het slotje bezat, op de plaats waar zich tegenwoordig het  Museum 't Oude Slot  bevindt. Johan overleed in 1668. Zijn weduwe, Cecilia van Eyck, ging in Nuenen wonen. Zij was de dochter van Roelof van Eyck en diens tweede vrouw Postulina de Bever. Zo was zij dubbel verwant aan haar man Floris. Zij liet missen opdragen in het slotje, waarmee dit gefungeerd heeft als de eerste schuurkerk van Nuenen.
In 1682 woonde Rudolph Francis van Eyck, de zoon van Floris en Cecilia, op den adelijcken huijsen te Nuenen. Zijn broer, Floris van Eyck, was weliswaar nog Heer van Mierlo, maar Rudolph was slechts kasteelheer en zat bovendien diep in de schulden. Op 17 november 1714 overleed Rudolph. Hij was gehuwd met de veel jongere Anna Margaretha de Wallop en zij hadden vijf kinderen gekregen. Dezen gingen op het kasteel wonen waar Anna op 5 januari 1757 overleed, 42 jaar na haar man.

## Het einde
Op dat moment was de zoon, Johannes Donatus van Eyck, reeds kinderloos en ongehuwd overleden als keizerlijk militair in Melasso, en wel op 14 februari 1720. Van de twee overgebleven dochters was Maria Cecilia van Eyck de Nuenen op 22 juli 1721 in de Munsterabdij te Roermond getreden, waar ze stierf op 12 april 1771. Haar graf bevindt zich in de Munsterkerk aldaar.
De tweede dochter, Clara Florentina van Eyck de Nuenen kwam nu in het kasteel wonen, waar ze stierf op 13 januari 1793. Ze woonde er met douairière Anna Gijsberta de Voocht-van Lom, die erfgename werd maar reeds op 24 april 1793 te Tongelre stierf.
Diens dochter, Johanna Maria Christina de Voocht (1772-1821), erfde het kasteel dat toen nog beschreven werd als een huysingh, genaemt t huys te Nuenen, met neerhuysinghe, hove, groese, een hof en bussel voor de poort, een acker nevens de dreef en ackers aan de capel. Johanna Maria trouwde in 1798 met Gerardus Dielissen uit Helmond en na diens dood in 1811 met Godefroid Leonard Loix. Zij gingen wonen te Stratum.
Het kasteel verviel en was omstreeks 1825 verdwenen. Op de resten ervan was een boerderij gebouwd.

## Externe bron
- Jean Coenen, 2000, Gegeven Sint-Barbaradag 1300. Stichting Nuenen c.a. 2000 deur. ISBN 90-70108-50-X